# Lilit (czasopismo)
Lilit – czasopismo dla kobiet. Ukazuje się w czterech wersjach językowych: litewskiej, łotewskiej, estońskiej i rosyjskiej na terenie państw bałtyckich. Średni nakład to: 30 tys. egz. (edycja łotewska), 17 tys. egz. (edycja rosyjska) i 15 tys. egz. (edycja litewska i estońska). Wszystkie cztery edycje wydawane są przez łotewskie wydawnictwo SIA Izdevniecība Lilita.